# بين إلدريدج
بين إلدريدج (بالإنجليزية: Ben Eldridge)‏ هو عازف بانجو أمريكي، ولد في 15 أغسطس 1938.

## وصلات خارجية
- بين إلدريدج على موقع ميوزك برينز (الإنجليزية)
- بين إلدريدج على موقع ديسكوغز (الإنجليزية)